# Гонджеян Григор Карписович
Григор Карписович Гонджеян (вірм. Գրիգոր Ղոնջէյան, 1 травня 1959, Єреван — 11 грудня 2009), колишній депутат парламенту Вірменії.

## Біографічні відомості
Народився 1 травня 1959 року в Єревані.
- 1975—1980 — Єреванський інститут народного господарства. Економіст.
- 1988—1990 — спеціальні курси адміністративного факультету Йоркського університету (Торонто) в Канаді. Фінансист.
- 1980—1990 — працював старшим науковим співробітником, викладачем в Єреванському інституті народного господарства.
- 1990—1992 — начальник відділу, заступник голови правління комерційного банку "Масіс".
- 1992—1994 — голова страхової компанії "Менуа", потім голова ради директорів.
- 1994—2001 — був на різних посадах в Армагробанку: начальник управління, заступник голови правління, голова правління.
- 2002—2003 — працював радником голови правління банку "Анелік".
- З 2002 — викладач (за сумісництвом) Російсько-Вірменського (Слов'янського) університету.
- 2003—2007 — депутат парламенту. Член постійної комісії з фінансово-кредитних, бюджетних та економічних питань. Член ОТП.
- 2008—2009 — член Ради Центрального Банку Республіки Вірменія.